# Thurnen
Thurnen ist eine Einwohnergemeinde des Verwaltungskreises Bern-Mittelland im Schweizer Kanton Bern.

## Geografie
Die Gemeinde Thurnen liegt im mittleren Gürbetal am Ostabhang des Längenbergs.
Nachbargemeinden von Thurnen sind Kirchdorf (BE) im Nordosten und Osten, Burgistein im Süden sowie Riggisberg im Nordwesten.

## Geschichte
Die neue Einwohnergemeinde Thurnen wurde am 1. Januar 2020 durch die Vereinigung der bisherigen Einwohnergemeinden Kirchenthurnen, Lohnstorf und Mühlethurnen gebildet.
Der Name bildet sich aus dem gemeinsamen Wortstamm von Mühlethurnen und Kirchenthurnen, wobei letztere Gemeinde bis 1860 offiziell nur den Namen Thurnen trug. Weiter wurde die Bahnstation an der 1901 eröffneten Gürbetalbahn Thurnen genannt, um anzuzeigen, dass nicht nur Mühlethurnen damit bedient werde. Andere Bahnhöfe in vergleichbarer Lage erhielten damals Doppelnamen, etwa Burgistein-Wattenwil. Weiter nannte sich auch die Sauerkrautfabrik Thurnen so, was dazu führte, dass in den gedruckten Telefonbüchern ein Ort Thurnen erschien, nur mit den Einträgen der Sauerkrautfabrik und des Bahnhofs.
Das Wappen ging aus einem Wettbewerb hervor und wurde gewählt, weil es Elemente aller drei Gemeinden ideal vereinigt: den Turm von Kirchenthurnen, der auch im Mühlethurner Wappen reduziert erschien, das halbe Mühlerad von Mühlethurnen und die Kreisfläche aus dem Lohnstorfer Wappen. Alle drei früheren Gemeindewappen waren auch schon rot und weiss.

## Bevölkerung
Fast die gesamte Einwohnerschaft spricht als tägliche Umgangssprache Deutsch beziehungsweise Berndeutsch. Früher waren alle Bewohner evangelisch-reformiert. Noch heute gehört die Bevölkerung mehrheitlich den Reformierten Kirchen Bern-Jura-Solothurn an.

### Bevölkerungsentwicklung
Die Bevölkerungszahl veränderte sich lange Zeit nur wenig. Gründe hierfür waren die starke Abwanderung Richtung Städte (Bern, Thun) und die Auswanderung nach Amerika. Ab 1960 wuchs die Ortschaft Mühlethurnen aufgrund ihrer guten Verkehrslage. Es zogen vermehrt Leute zu, die in den Stadtregionen Bern und Thun arbeiteten. Die Gesamtbevölkerung der drei ehemaligen Gemeinden betrug per Ende 2020 2035 Einwohner. Diese verteilten sich, nach den Zahlen Ende 2018 (total 1922 Personen), ungleich auf Mühlethurnen (1402 Personen, 72,94 Prozent der Bevölkerung), Kirchenthurnen (293 Personen, 15,24 Prozent der Bevölkerung) und Lohnstorf (227 Personen, 11,81 Prozent der Bevölkerung).

### Herkunft – Nationalität
Von den Ende 2018 1922 Bewohnern waren 1811 (94,22 %) Schweizer Staatsangehörige. Die Zugewanderten stammen mehrheitlich aus Mitteleuropa (darunter Deutschland 37, Polen 7 und Österreich 4 Personen), aus Sri Lanka (11 Personen), aus Südeuropa (insgesamt 7 Personen aus Italien, Spanien und Portugal), dem ehemaligen Jugoslawien (insgesamt 6 Personen), Irak (6 Personen), Somalia (5 Personen), Litauen (4 Personen) und Eritrea (3 Personen).

## Politik
Gemeindepräsident ist seit 2023 Urs Haslebacher (SVP, Stand 2024). Er trat die Nachfolge von Jürg Lüthi (FDP) an, gegen den er 2020 noch unterlegen war.
Bei den Nationalratswahlen 2023 betrugen die Wähleranteile in Thurnen (in Klammern die Veränderung im Vergleich zu den Wahlen 2019 in Prozentpunkten): SVP 35,65 % (+1.33), SP 17,07 % (+3,53), Grüne 11,20 % (−3,48), glp 9,56 % (+1,39), Mitte 7,29 % (−2,94), EVP 5,46 % (+1,81), FDP 5,35 % (−3,07), EDU 4,70 % (+2,73), Weitere 3,72 % (−1,29).

## Verkehr
Kirchenthurnen und Mühlethurnen sind verkehrstechnisch recht gut erschlossen. Alle drei ehemaligen Gemeinden liegen an der Hauptstrasse von Bern durch das Gürbetal nach Thun. Zwischen Kirchenthurnen und Mühlethurnen liegt die Abzweigung der Strasse via Riggisberg ins Schwarzenburgerland. Am 14. August 1901 wurde der Abschnitt Bern Weissenbühl-Burgistein der Gürbetalbahn von Bern nach Thun eröffnet; der Bahnhof heisst seit damals Thurnen. Der Bahnhof liegt in der Ortschaft Mühlethurnen. Für die Feinverteilung im öffentlichen Verkehr sorgt der Postautokurs, welcher die Strecke vom Bahnhof Thurnen nach Riggisberg bedient (Linien 320/323). Die Linie von Riggisberg nach Toffen, Bahnhof (Linie 321) hat eine Haltestelle in Kirchenthurnen (Kirchenthurnen, Mösli). Durch diese beiden Linien ist die Ortschaft Kirchenthurnen ans Netz des öffentlichen Verkehrs angeschlossen. Kurse, die über Riggisberg hinaus via Gurnigel  nach Schwarzenburg fahren, verkehren als Linie 323.

## Abwasser
Thurnen wurde an die ARA Gürbetal in Kaufdorf angeschlossen.